# Geoffrey Van Orden
Geoffrey Charles Van Orden (født 10. april 1945) er siden 1999 britisk medlem af Europa-Parlamentet, valgt for Konservative Parti (UK) (indgår i parlamentsgruppen ECR).